# Mordvinföld

Mordvinföld, hivatalos nevén Mordvin Köztársaság (oroszul Мордовия (Республика Мордовия) [Mordovija, Reszpublika Mordovija], mordvinul Mordvin Kun) az Oroszországi Föderáció egyik köztársasága (alanya).
Területe 26,2 ezer km², fővárosa Szaranszk. A terület őslakói a mordvinok. Hivatalos nyelve az orosz és a mordvin.

## Természeti földrajz

### Domborzat
Mordvinföld Oroszország európai részén, a Kelet-európai-síkságon, az Oka és a Szura folyók közötti vidéken helyezkedik el. Nyugati fele az Oka–Doni-síkság peremén, középső és keleti része a Volgamenti-hátságon fekszik. Délen, délkeleten kisebb folyók által erősen tagolt dombvidék, a tengerszint feletti legmagasabb pontja 324 m, a Csamzinkai járásban 337 m. A nyugati tájak folyóvölgyei szélesebbek, vízválasztói laposabbak, az enyhén hullámos, sík vidék tengerszint feletti magassága 150–180 m, a folyók árterében néhol csak 80–90 m.

### Éghajlat
Éghajlata mérsékelten kontinentális. A januári középhőmérséklet −10 °C, a júliusi 19 °C, az évi középhőmérséklet 3-4 °C, az átlagos csapadékmennyiség 450–500 mm. Az eddig mért legalacsonyabb hőmérséklet az északkeleti tájakon −44 °C volt. A fagyok néha már szeptember vége felé elkezdődnek és május elejéig-közepéig tartanak. A vegetációs időszak (a 10 °C-nál magasabb középhőmérsékletű napok száma) 137-143 között mozog.

### Vízrajz
Mordóvia egész területe a Volga vízgyűjtőjén fekszik, folyóvizei nyugaton a Moksa, keleten a Szura vízrendszeréhez tartoznak. 
- Legjelentősebb folyója a Moksa, itteni szakasza 320 km. A nyugati vidéken, széles völgyben folyik délről észak felé, majd nyugat felé kanyarodik és a Rjazanyi területen ömlik az Okába.
- Fontosabb mellékfolyói a köztársaság területén a Vad, a Szatisz, a Sziviny, az Issza és a Parca.
- A Szura egy 120 km-es szakaszon Mordvinföld és az Uljanovszki terület határán folyik, majd azt elhagyva a Csuvas Köztársaságban ömlik a Volgába.
Bal oldali mellékfolyója, az Alatir itteni 130 km-es szakaszán 20–40 m széles, helyenként 2,5 m mély. Az északkeleti tájak vizeit gyűjti össze és szállítja kelet felé, az azonos nevű város alatt torkollik a Szurába.
Az Inszar végig Mordvinföldön folyik, az Alatir jobb oldali mellékfolyója. Hossza 168 km, vízgyűjtő területe 3860 km², közepes vízhozama a partján fekvő Szaranszknál csupán 7,7 m³/s.

Mordvinföld tipikusan alföldi folyóit főként olvadékvizek táplálják; tavaszi árvizük van, nyáron és ősszel vízállásuk alacsony. Általában november végén – december elején befagynak, a jégzajlás április elején kezdődik. Néhány folyón víztározó épült, például az Alatiron Turgenyevo település mellett és a Moksán a Tokmovi-víztározó.
Jelentősebb állóvizek többnyire a folyók árterében találhatók, ezek korábbi holtágakból jöttek létre. Ilyen típusú Mordvinföld legnagyobb tava, az Inyerka is: a Szura völgyében 3 km hosszan húzódik, szélessége csupán 100–150 m, legnagyobb mélysége 11 m. Északnyugaton kisebb karsztos mélyedésekben kialakult tavak is vannak, legnagyobb a Jendoviscse.

### Természetvédelem

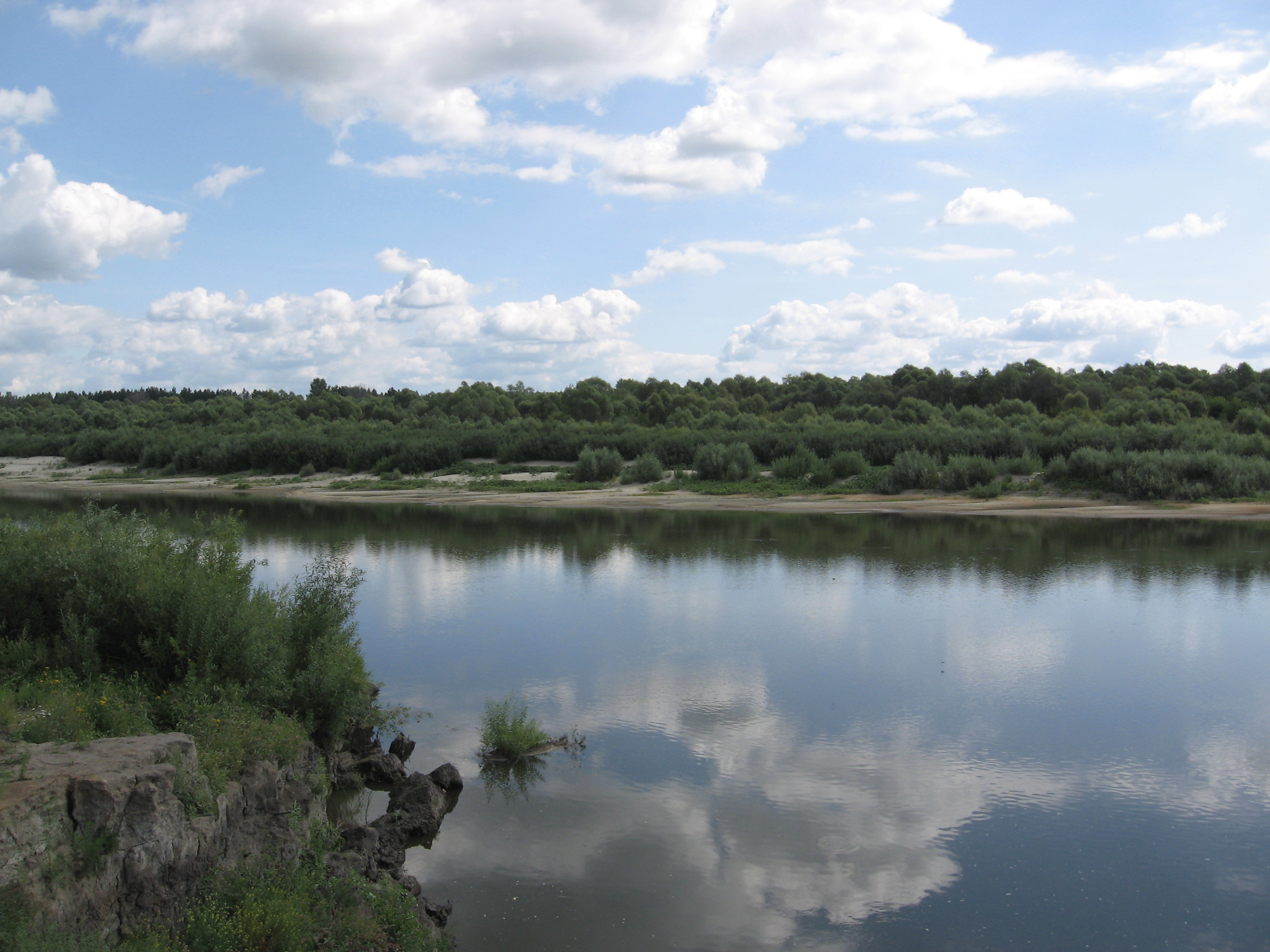
A Szura-folyó Alatir mellett (Mordvinföld határához közel)

- A mordvinföldi természetvédelmi területet 1935-ben alapították és egy évvel később hívták életre a tajgaöv déli nyúlványaihoz tartozó erdők védelmére. A védett rész a Moksa és jobb oldali mellékfolyója, a Szatisz közén fekszik, közigazgatásilag a Tyemnyikovi járáshoz tartozik. 32 140 hektáros területén számos kisebb folyó és holtág található, többségük medre nyáron kiszárad. Gyengén tagolt felszínének több mint 90%-át erdő, 50%-ban erdeifenyő-erdő borítja. A lombos fafajok közül a középső részeken a hársfa, nyugaton és keleten inkább a nyírfa az uralkodó. A Moksa árterében évszázados tölgyek nőnek, az egykori híres folyómenti tölgyesek maradványai. Az egész területen több mint 840 növényfajt, 62 féle emlős- és 214 madárfajt tartanak nyilván. 1996-ban a védett terület körül 6200 hektáros védőövezetet alakítottak ki.
- A köztársaság északkeleti körzetében, az Alatir bal partján 1995-ben nemzeti park létesült, melyet a határán lévő Szmolnij településről neveztek el. Területe kb. 36 500 ha, ennek 87%-át erdő borítja. A nemzeti park közigazgatásilag a Bolsoje Ignatovói és az Icsalkovói járáshoz tartozik, legnagyobb részét természetvédelmi- (zapovednyik), illetve fokozottan védett területté nyilvánították.

### Földek, erdők
Mordvinföld a lombos erdők és az erdős sztyepp öv határán fekszik. Területének kb. 27%-át borítja erdő. Összefüggő erdőségek főként az északnyugati és az északkeleti védett területeken, valamint a Vad-folyó mentén húzódnak. Gyakori erdőalkotó fajok: az erdeifenyő, a lombos fajok közül a nyír, a nyárfa, a tölgy, a hárs, a juhar, a kőris, a szárazabb tájakon az éger. Az egykori sztyeppék füves térségeit szinte teljes egészében művelés alá vonták.
2001. januári adatok szerint a mezőgazdasági jellegű területek az összterület 63,5%-át foglalják el (1660 ezer ha), ennek 69%-a szántó, 28,7%-a kaszáló és legelő.

## Története
Mordvinföld őslakói az erzák és a moksák, akiket összefoglalóan mordvinoknak neveznek. Az i. e. 1. évezredben a mordvinok az Oka alsó-középső folyásán és a Volga középső szakaszától nyugatra fekvő vidéket lakták.
Iordanes 6. századi gót püspök-történetíró a mordens népet a krími gót uralkodó alattvalói között sorolja fel. Bíborbanszületett Konstantin bizánci császár a 10. század közepén egy Mordia nevű országról ír.
Oda tartozott a mai Mordvinföld területe is, mely a 9. századtól a volgai bolgár birodalom fennhatósága alatt állt, a 11-12. században szláv fejedelemségek is befolyásuk alá próbálták vonni, és orosz (novgorodi?) betelepülés kezdődött. Az 1237-ben indult mongol invázió az egész Volga-vidéket elpusztította, majd a nyomában létrejött Mongol Birodalom, az Arany Horda uralma alá hajtotta. A 15. században a Szura völgyében a tatár Kazanyi Kánság, míg a nyugati Moksa-vidéken a Rjazanyi Fejedelemség és a moszkvai orosz állam, illetve vazallusa, a Kaszimovi Kánság befolyása érvényesült. A két tűz közé szorult mordvinok hol az egyik, hol a másik oldalra állva igyekeztek megvédeni magukat vagy legyőzni ellenfeleiket.
A 16. század közepére, Kazany városának elfoglalásával az egész vidék a Moszkvai Nagyfejedelemség része lett. Az 1530-as években az orosz állam délkeleti határain védővonalat létesítettek. Ekkor épültek Sack, Kadom, Tyemnyikov (1536), Alatir városok erődjei. Száz évvel később a krími tatárok betörései miatt a korábbi vonaltól délre újabb erődvonalat hoztak létre, ennek részeként alapították Atyemart (1638) és Szaranszkot (1641) is. Nagyjából e két egykori védővonal között fekszik a mai Mordvinföld területe.
A 17. századtól itt is a többi meghódított vidékhez hasonló folyamatok játszódtak le.  A kereszténység térhódításával terjedt el a mordvinoknál a főisten – moksául Skaj, erzául Niske – tisztelete. A jogfosztottság, az ortodox hittérítés, a nagyfokú elvándorlás és a kezdődő iparosodás ellenére, a mordvinoknak végig sikerült megőrizniük nyelvüket és részben ősi kultúrájukat is.  A 17-18. századi nagy volgai parasztháborúkban (1606–08, 1670–71, 1770–74) mordvin felkelők is részt vettek, Szaranszk és Alatir lakói Pugacsov parasztvezért lelkesen fogadták.
Mordvinföld fővárosát, Szaranszkot 1641-ben alapították, akkor orosz erődöt emeltek itt a karavánutak védelmére.
A kormányzóságok megalakításakor, 1708-ban Szaranszk és vidéke az Azovi, majd a Kazanyi, 1780-tól a Penzai kormányzósághoz tartozott. A terület gazdaságának alapja évszázadokig a földművelés, illetve az ahhoz kapcsolódó gabonaőrlés és szeszfőzés maradt. Lényeges változást a 19. század vége felé egyes vidékeken (főként Ruzajevka városban) a Moszkva–Kazany-vasútvonal megépítése jelentett. Más jelentősebb iparágak (vas-, textilipar) kialakulását gátolta a központi iparvidékek közelsége, konkurenciája.
A második világháború idején a német támadás által fenyegetett részekről több tízezer embert, valamint számos iparvállalatot költöztettek Mordvinföldre. Ezek a hadiipari termelésre átállított létesítmények fontos bázisai lettek a 20. század második felében megélénkült ipari fejlődésnek és urbanizációs folyamatoknak.
A mordvinok számára először 1928 júliusában szerveztek önálló közigazgatási egységet Mordvin körzet néven. Ebből másfél évvel később, 1930. január 10-én hozták létre a Mordvin Autonóm Területet majd  1934. december 20-án a Mordvin Autonóm Szovjet Szocialista Köztársaságot. A területet – a többi oroszországi tagköztársaság elődjéhez hasonlóan – nemzeti szempontok alapján hozták létre, bár több szomszédos mordvinok lakta település (pl. Alatir és vidéke) kimaradt az autonómiából. 1990 decemberében az elnevezésből elhagyták az autonóm jelzőt (SzSzK). 1995. szeptember 21-én fogadták el jelenleg is hatályos alkotmányát. Az új alkotmány már tükrözte a korábbi években végbement politikai változásokat.

## Közlekedés
A helyközi közlekedés fő eszközei az autóbuszok, melyek gyakran rossz minőségű aszfalt-, illetve földutakon járnak. 
A vasúti hálózat fejlett. A köztársaság területét két országos jelentőségű, köztük a Moszkva-Kazany vasúti fővonal szeli át. 
Szaranszk repülőtere Moszkvával és több oroszországi nagyvárossal biztosít állandó összeköttetést.

## Kultúra

### Színház
Szaranszk orosz színháza két (zenei és prózai [orosz szóhasználattal: drámai]) tagozattal működik, mellette dolgozik saját épületben a Mordóviai Nemzeti Színház (Mordovszkij goszudarsztvennij nacionalnij tyeatr mordvin  társulata, mely voltaképpen kétnyelvű: moksa és erza. Sokat tájol nemcsak Mordvinföldön és Oroszország finnugor autonómiáiban, hanem Finnországban is. Egyik híres előadása is finn szerző műve: Kilpinen: Fehér rózsa az asztalon (2004).

## Népesség
Mordvinföld  lakossága a 2010-es népszámlálás szerint 834 755 fő , a 2002-es 888 766 fővel szemben. A népsűrűség 33,1 fő/km² (2005), 33,9 fő/km²  (2002).

### Nemzetiségi összetétel
Nemzetiségi összetétel a 2002-es népszámlálási adatok szerint:
- oroszok – 540 000 (60,8%)
- mordvinok – 284 000 (31,9%)
- tatárok  – 46 000 (5,2%)
- ukránok  – 4800
- örmények  – 1300
- fehéroroszok  – 1200
- csuvasok  – 1100

(A többi nemzetiség 1000 fő alatt.)
Nemzetiségi összetétel a 2010-es népszámlálási adatok szerint:
- oroszok – 443 737 fő (53,4%)
- mordvinok – 333 112 (40%)
- tatárok  – 43 392 (5,2%)

Az adatokból megfigyelhető, hogy a két népszámlálás között a mordvinok száma és aránya is jelentősen emelkedett a köztársaság területén.

### Települések
Mordvinföldön (a 2010. évi népszámláláskor) 7 város, 14 városi jellegű település és 1250 falusi település található, mely utóbbiak közül 61 lakatlan. A városi jellegű települések száma 1987-ben még 19 volt, a Szovjetunió megszűnése óta azonban sokuk elvesztette e címét és faluvá alakult, Oroszország más területeihez hasonlóan.
A 2010. évi népszámlálás adatai szerint Mordvinföldön 60% a városi (városokban vagy városi jellegű településeken élő) népesség aránya. A legnagyobb falu népessége meghaladja a nyolcezer főt, és összesen 14-é éri el a háromezret, melyek együttesen a köztársaság lakosainak 8%-a számára nyújtanak otthont. A településhálózat döntő részét azonban a legfeljebb néhány száz lakosú aprófalvak alkotják.
A lakosság 40%-a a fővárosban és a tőle alig 25 km-re lévő Ruzajevkában koncentrálódik. 2011-ben a lakott falusi települések átlagos lélekszáma 278 fő volt, az 1926-os 601 főnek kevesebb mint a fele. 1970 óta a népesség folyamatosan csökken.
Mordvinföld városai a következők (2010. évi népességükkel):
- Szaranszk, Саранск (297 415)
- Ruzajevka, Рузаевка (47 523)
- Kovilkino, Ковылкино (21 307)
- Krasznoszlobodszk, Краснослободск (10 151)
- Ardatov, Ардатов (9400)
- Inszar, Инсар (8687)
- Tyemnyikov, Темников (7243)

A városi jellegű települések:
- Komszomolszkij, Комсомольский (13 513)
- Zubova Poljana, Зубова Поляна (10 338)
- Csamzinka, Чамзинка (9463)
- Romodanovo, Ромоданово (9410)
- Torbejevo, Торбеево (9373)
- Luhovka, Луховка (8639)
- Javasz, Явас (7941)
- Atyasevo, Атяшево (6246)
- Jalga, Ялга (5672)
- Turgenyevo, Тургенево (5260)
- Nyikolajevka, Николаевка (5058)
- Kadoskino, Кадошкино (4704)
- Potyma, Потьма (4171)
- Umjot, Умет (2822)

## Államszervezet közigazgatás

### Államszervezet, politikai élet
A Mordvin Köztársaság élén 1995-től 17 éven át megszakítás nélkül Nyikolaj Ivanovics Merkuskin (1951) állt. 1990 előtt a Komszomol mordvinföldi első embere, majd az egyik járás párttitkára, 1990-ben a kommunista párt mordóviai bizottságának másodtitkára volt. 1992-től a köztársaság több vezető posztján is dolgozott. 1994 végén a mordvin Állami Gyűlés (parlament) képviselője, két hónappal később elnöke lett. Legmagasabb állami tisztségében utoljára 2005-ben erősítették meg: Vlagyimir Putyin elnök ajánlása alapján akkor a mordvin Állami Gyűlés 47 képviselője közül 44 fő támogatta, közülük 34 fő az Egységes Oroszország Párt frakciójának, 10 fő az Agrárpárt frakciójának képviselője volt.
Mordvinföld élén a köztársaság vezetője áll (glava):
- 2012. május 14-én a mordvin Állami Gyűlés – a harmadik elnöki ciklusát egy héttel korábban megkezdett – Vlagyimir Putyin jelöltjét, Vlagyimir Dmitrijevics Volkovot egyhangúlag támogatta a köztársaság vezetője (glava) tisztségre, és ugyanaznap beiktatták hivatalába. A tisztséget 17 éven át betöltöltő Nyikolaj Merkuskin távozott hivatalából és a Szamarai terület kormányzója lett. Vlagyimir Volkov korábban a köztársaság miniszterelnöke volt.[1] Vlagyimir Volkov 2020. november 18-án nyugdíjazását kérte.
- Artyom Alekszejevics Zdunov: 2020. november 18-ától Putyin elnök rendeletével a köztársaság ideiglenesen megbízott vezetője. Előzőleg Dagesztán miniszterelnöke volt.[2]

A 2021. szeptember 20-i választáson győzött, és szeptember 29-én mint a köztársaság megválasztott vezetőjét beiktatták hivatalába.

### Közigazgatás és önkormányzatok
Mordvinföld (a 2010. évi népszámláláskor) közigazgatási szempontból 22 járásra oszlik, a 7 város közül 3 (Szaranszk, Kovilkino és Ruzajevka) köztársasági alárendeltségű, melyek így nem tartoznak egyik járáshoz sem. Szaranszkhoz városi jellegű települések és jelentős falusi terület is be van osztva, Kovilkinóhoz kisebb falusi terület, ezek sem tartoznak egyik járáshoz sem.
Az önkormányzatok területi beosztása nagyjából megegyezik a közigazgatási felosztással. A 22 járás mindegyikében járási önkormányzat működik, míg Szaranszk a hozzá beosztott településekkel együtt a járásoktól független városi körzetet alkot, melynek egyszintű önkormányzata van, egyszerre gyakorolja a járási és a községi önkormányzati hatásköröket. A közigazgatási beosztás szerint a járásoktól független Kovilkino ésRuzajevka viszont nem alkotnak városi körzetet, hanem annak a járási önkormányzatnak vannak alárendelve, amelynek a székhelyei. A járásokhoz összesen 17 városi község – ezek székhelye egy város vagy városi jellegű település – és 357 falusi község tartozik.
Közigazgatási szempontból tehát Mordvinföld 22 járásra és 3 városra tagozódik, míg önkormányzati rendszerét 22 járási önkormányzat és 1 városi körzet, a járási önkormányzatoknak alárendelve pedig 17 városi és 357 falusi község alkotja.

#### A járások és székhelyeik
- Ardatovi járás Ардатовский район – Ardatov
- Atyasevói járás Атяшевский район – Atyasevo
- Atyurjevói járás Атюрьевский район – Atyurjevo
- Bolsije Bereznyiki-i járás Большеберезниковский район – Bolsije Bereznyiki
- Bolsoje Ignatovó-i járás Большеигнатовский район – Bolsoje Ignatovo
- Csamzinkai járás Чамзинский район – Csamzinka
- Dubjonki járás Дубёнский район – Dubjonki
- Icsalki járás Ичалковский район – Kemlja
- Inszari járás Инсарский район – Inszar
- Jelnyiki járás Ельниковский район – Jelnyiki
- Kadoskinói járás Кадошкинский район – Kadoskino
- Kocskurovói járás Кочкуровский район – Kocskurovo
- Kovilkinói járás, Ковылкинский район – Kovilkino
- Krasznoszlobodszki járás Краснослободский район – Krasznoszlobodszk
- Ljambiri járás Лямбирский район – Ljambir
- Romodanovói járás Ромодановский район – Romodanovo
- Ruzajevkai járás, Рузаевский район – Ruzajevka
- Sztaroje Sajgovó-i járás Старошайговский район – Sztaroje Sajgovo
- Torbejevói járás Торбеевский район – Torbejevo
- Tyemnyikovi járás Темниковский район – Tyemnyikov
- Tyenygusevói járás Теньгушевский район – Tyenygusevo
- Zubova Poljana-i járás Зубово-Полянский район – Zubova Poljana

## Magyar miniszterelnöki látogatás
2007. július 19-én Szaranszkba érkezett Gyurcsány Ferenc miniszterelnök, hogy ott találkozzon Putyin orosz elnökkel és Finnország miniszterelnökével. A három politikus a finnugor népek kulturális fesztiváljának megnyitójára utazott Mordóviába. A finnugor nyelvű Észtország vezetői – valószínűleg a feszült észt-orosz politikai kapcsolatok miatt – nem kaptak meghívást a találkozóra, mely egyébként állítólag Putyin elnök kezdeményezésére jött létre. Magyar miniszterelnöknek ez volt az első látogatása a Mordvin Köztársaságban.